# Spathiphyllum wendlandii
Spathiphyllum wendlandii Schott – gatunek wieloletnich, wiecznie zielonych roślin zielnych z rodzaju skrzydłokwiat, z rodziny obrazkowatych, występujący w Kostaryce, Hondurasie i Panamie, zasiedlający równikowe lasy deszczowe.